# Аорта
Аорта је основни и највећи од свих крвних судова човека. Њен калибар се креће око 25—27 mm. Аорта почиње аортичним отвором (ostium aortae) који се налази на бази леве коморе. С обзиром на правац и положај на аорти се разликује неколико делова.:
- Усходни део аорте лат.
- Лук аорте лат. arcus aortae
- Нисходни део аорте лат.
- Грудна аорта лат.
- Трбушна аорта лат.

У нивоу IV лумбалног пршљена аорта се завршава поделом на: 
- Заједничка лева илијачна артерија лат.
- Заједничка десна илијална артерија лат.
- Средња крсна артерија лат.

Аорта излази из леве коморе прво нагоре па напред, па се извија градећи лук (arcus aortae) и силази лево надоле ка 4. леђном кичменом пршљену, одакле се спушта вертикално до 4. слабинског кичменог пршљена.